# Nicolae Bacalbașa
Nicolae Bacalbașa (n. 29 martie 1944, București, România) este un medic anestezist-reanimator, scriitor și om politic din România, membru PSD. În perioada 2012-2016 era președintele Consiliului Județean Galați, ales în iunie 2012.

## Biografie
A urmat Liceul „Mircea cel Bătrân" din Constanța, după care a absolvit Facultatea de Medicină Generală din București.
Din 1972 a lucrat ca medic specialist la Spitalul Județean Galați, iar din anul 1995 a fost șef al secției de Terapie Intensivă a acestui spital, și purtător de cuvânt al acestuia. 
Din 1993 a fost șef de lucrări la Universitatea „Dunărea de Jos” din Galați - Facultatea de Medicină. În anul 2002 a obținut gradul de conferențiar, iar din 2006 este profesor universitar la aceeași universitate. Tatăl său a fost profesor universitar la Universitatea din Galați, iar mama sa medic la spitalul de Boli Infecțioase din Galați. 
Are 16 cărți publicate (singur sau ca și coautor) de specialitate medicală și 93 de articole științifice în reviste naționale și internaționale.
De asemenea, este cunoscut ca scriitor de beletristică, având opt cărți publicate, printre care "Fals tratat de navigație" (1977), "Taci și înoată" (2000), "A muri pe mare" (2008).
În calitate de purtător de cuvânt al secției de Terapie Intensivă a Spitalului Județean Galați a fost prezent în jurnalele de știri ale mai multor televiziuni. A fost ulterior invitat și la alte emisiuni, iar între anii 2011-2012, a avut propriul talk-show la televiziunea locală TV Galați.

## Cariera politică
În iunie 2012 a fost ales în funcția de președinte al Consiliului Județean Galați din partea USL. La alegerile legislative din 2016 a candidat în județul Galați pe listele PSD și a fost ales deputat. În mai 2017 s-a făcut remarcat prin folosirea de ceea ce presa a denumit „gesturi obscene și vocabular suburban”. Ca urmare, grupul parlamentar al Partidului Social Democrat a hotărât suspendarea sa din partid pe un termen de șase luni.